# Força física
La força física és definida com a la capacitat dels músculs per oposar-se mitjançant la seva tensió a una resistència externa, neutralitzant-la o contrarestant-la.

## Classificació

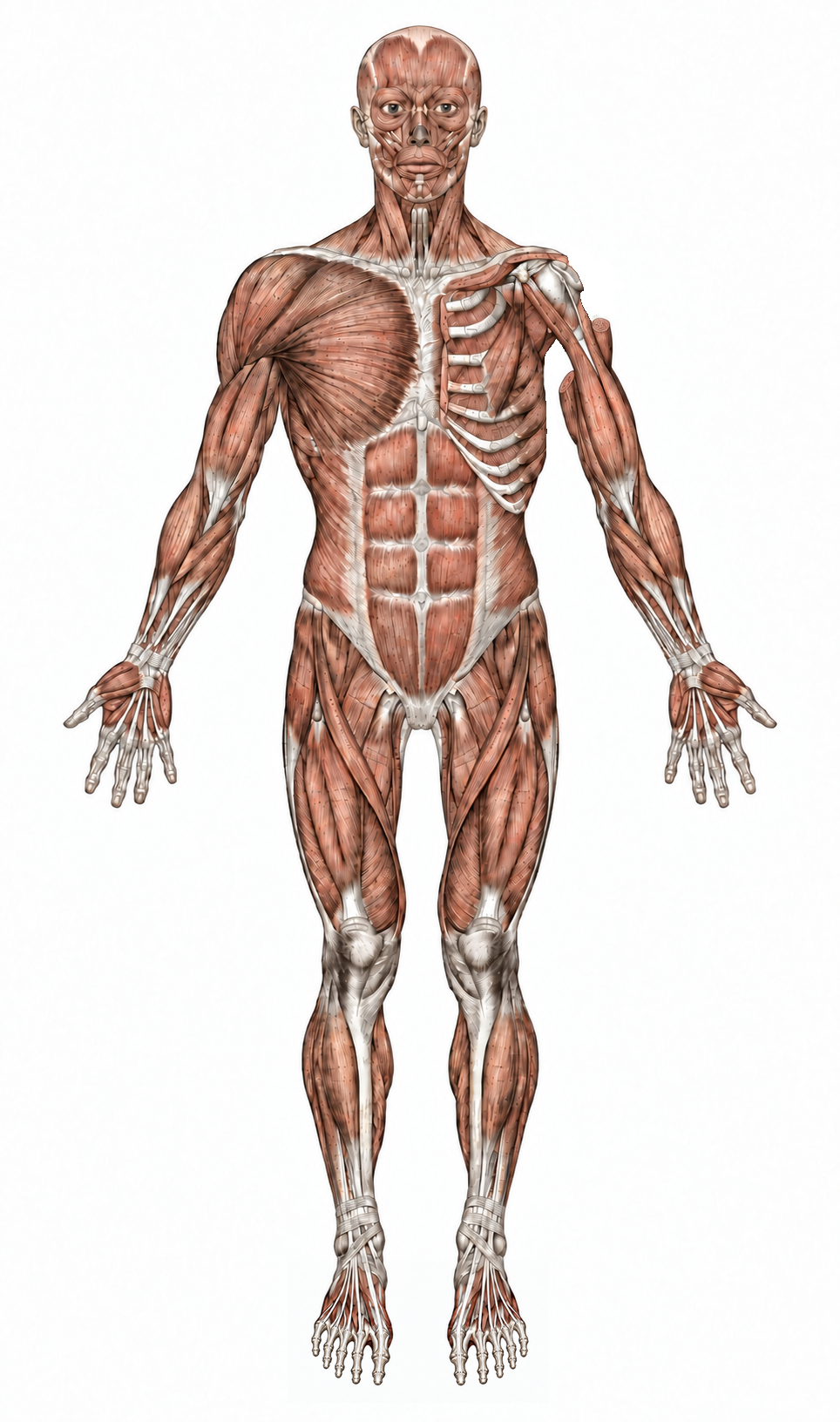
Musculatura anterior

Segons Stubler podem diferenciar entre:

### Segons el tipus de contracció muscular
- Força isomètrica: Existeix tensió muscular, però no existeix moviment ni escurçament de fibres, en no vèncer la resistència.
- Força isotònica: Existeix moviment vencent la resistència existent, podent ser:
  - Isotònica concèntrica: on la contracció produeix l'escurçament dels músculs amb acceleració.
  - Isotònica excèntrica: on la contracció es produeix amb allargament del múscul i desacceleració.

- Força auxotònica: Només observable en condicions de laboratori, quan es produeix simultàniament treball isomètric i isotònic.

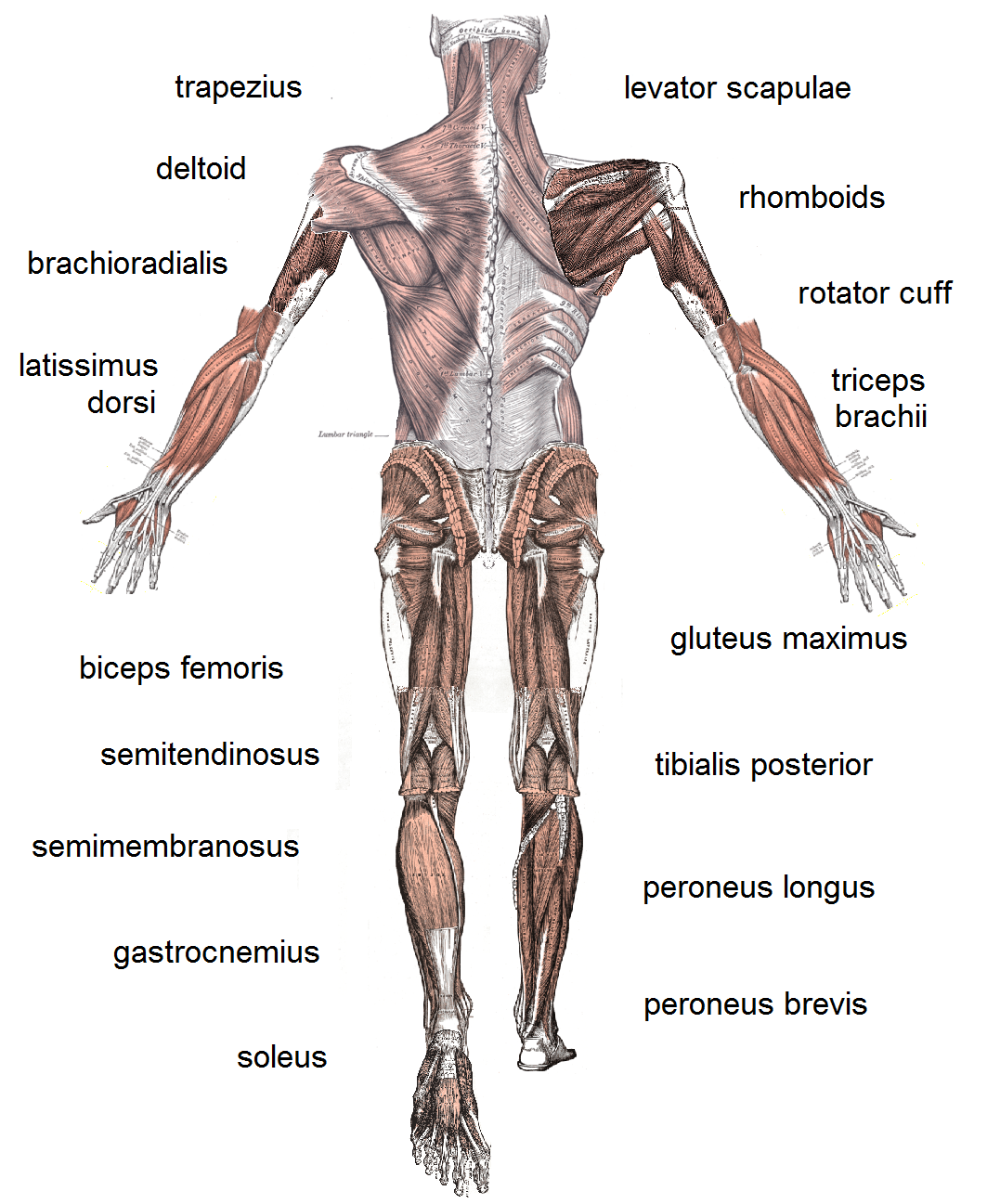
Musculatura posterior

### Segons la resistència superada
- Força màxima: La major capacitat d'un múscul durant el desenvolupament d'una tensió.
- Força explosiva: Capacitat muscular per accelerar certa massa fins a la màxima velocitat.
- Força resistència: Capacitat muscular de vèncer una resistència durant un llarg període.

## Factors influents en el desenvolupament de la força

### Factors extrínsecs o exògens
- Edat: 19 anys i tens menys força que als 56 anys
- Sexe: la dona té menys força per factors de caràcter hormonal, de volum muscular, la STH, hormona del creixement, etc.
- Relació pes-força: encara que els persones més pesades puguin fer major força absoluta, els menys pesats posseeixen major força relativa.
- Alimentació: depenent de l'aportació energètica a través de l'alimentació.
- Clima: sent millor un clima sec i calorós que un humit o fred pel desenvolupament de la força.
- Ritme diari estacional: en relació amb els bioritmes personals.
- Entrenament: el qual depèn dels factors intrínsecs fonamentals.

### Factors intrínsecs o endògens

#### Musculars o neurofisiològics
- Secció transversal: la força és proporcional al gruix i volum muscular.
- Disposició anatòmica de fibres: sent més forts els músculs penniformes, on les fibres es disposen en sentit oblic.
- Tipus de fibres musculars:
  - Blanques, ràpides, FT o tipus II
  - Roges, lentes, ST o tipus I.
- Nombre d'unitats motrius reclutades: amb l'entrenament millora la coordinació intramuscular, en relació amb la freqüència de descàrrega, ja que es produeix l'activació del sistema nerviós.
- Longitud de les fibres: a major longitud, major força, estant relacionat aquest fet amb l'estirament previ produït.
- Fatiga i excitabilitat: la fatiga redueix la resposta en l'estimulació nerviosa.

#### Biomecànics
- Tipus de palanca: sent la més adequada la de segon gènere per a l'elaboració d'una major força muscular.
- Angle de tracció: el més apropiat és el de 90°.
- Moment d'inèrcia: s'augmenta la força amb una inèrcia favorable.

#### Volitius o motivacionals
- Motivacionals: pot augmentar el resultat fins a un 30%.
- Concentració: molt important per a desenvolupar la força màxima.
- Constància: relacionada amb la continuïtat i progressió en l'entrenament.